# Deja que los perros ladren
Deja que los perros ladren es una película chilena en blanco y negro estrenada en 1961. Dirigida por Naum Kramarenco, fue protagonizada por Rubén Sotoconil, Raquel Luquer y Héctor Noguera. 
Es la adaptación al cine de la obra teatral homónima, del dramaturgo Sergio Vodanovic, con el elenco original.

## Sinopsis
La película narra las vicisitudes de una familia que al borde de la bancarrota realiza trabajos sucios encubiertos por un Ministerio.

## Reparto
- Rubén Sotoconil
- Raquel Luquer
- Héctor Noguera
- Roberto Parada
- Rafael Frontaura
- Olga Villanueva
- Sonia Miranda
- Françoise Leclerc
- Alberto Rivera
- Julian Guevara
- Ricardo Moller
- Aliro Vega
- Melly Massaro
- Silvia Peredo
- Juan Gutiérrez
- Marcelo Román
- Alejandro Soto
- Leonardo Perucci
- Teresa León
- Loly Jose
- Judith Moraga
- Jorge Manrique
- Guillermo Burgos
- Juan Catevas